# 1187

## Esdeveniments
- Saladí venç els croats a Cresson i captura Jerusalem, per la qual cosa es proposa endegar la Tercera Croada.[1]
- Derrota tolteca.
- Es crea l'orde dels cavallers teutònics sota el model dels templers.
- Traducció de l'Almagest de Ptolemeu, obra cabdal de l'astronomia, de l'àrab al llatí.

## Naixements
- Pere I d'Urgell, comte d'Urgell (m. 1255).

## Necrològiques
- 17 de desembre - Pisa (Itàlia): Gregori VIII, Papa de l'Església Catòlica.